# フィリップ・アストリー

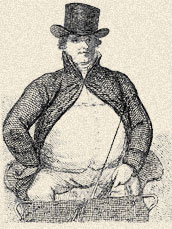
フィリップ・アストリー

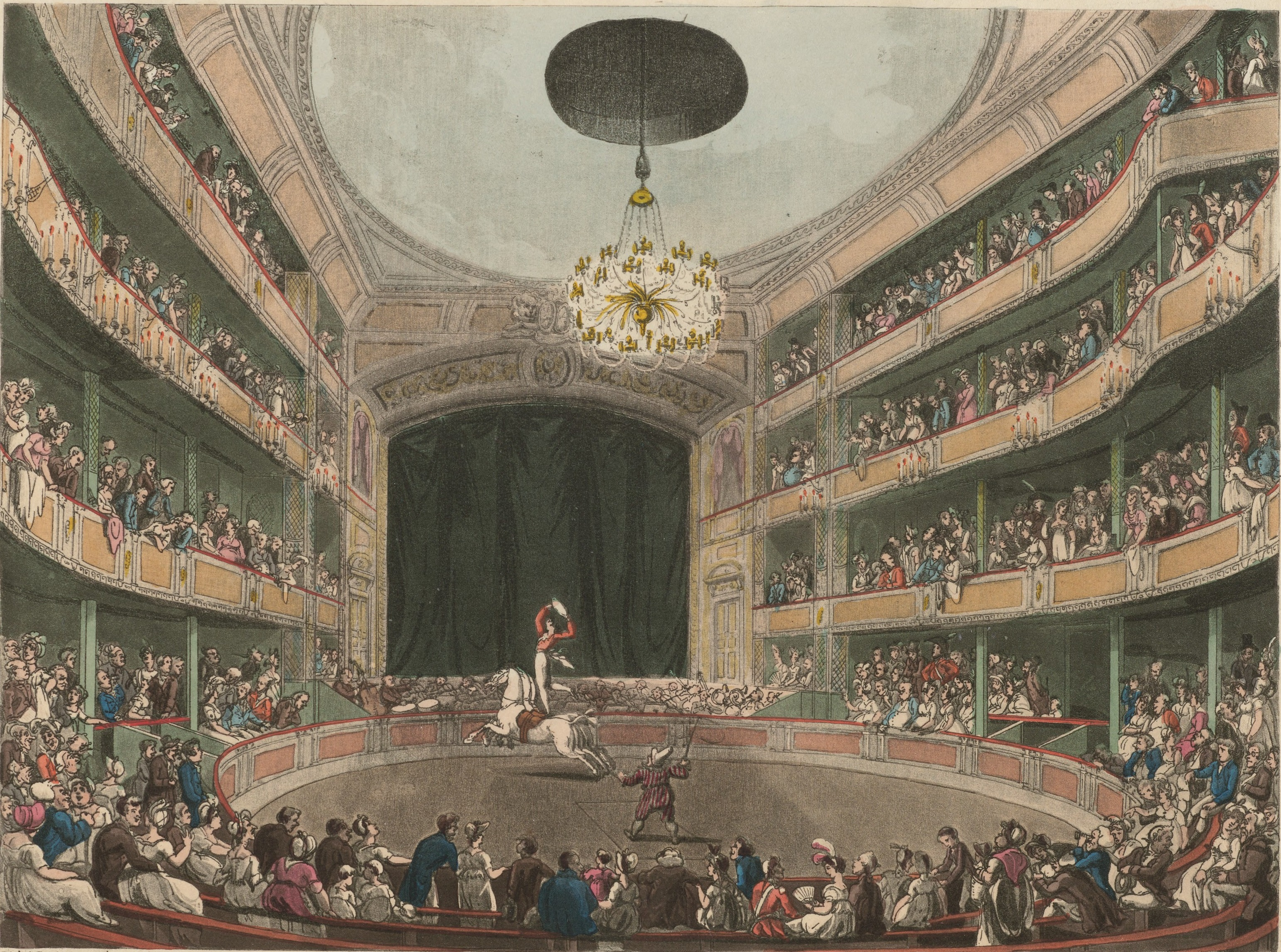
アストリーの円形劇場

フィリップ・アストリー（Philip Astley、1742年1月8日 – 1814年1月27日）はイングランドの馬術家、サーカス所有者、発明家である。「現代サーカスの父」と呼ばれる。